# Puente de Andújar
El puente de Andújar es un puente de origen romano situado en el km 323,900 del trazado antiguo de la N-IV, a la salida de Andújar, provincia de Jaén (España). Es un puente de gran valor histórico y cruza el río Guadalquivir. 

## Descripción
Se trata, actualmente, de un puente de 14 vanos, con bóvedas de cañón, dos de ellas arco escarzanas de mayor tamaño que las demás, todas de sillería, de piedra caliza roja de Marmolejo. La longitud total del puente es de 310 m, y la luz de los vanos oscila entre 8 y 20,6 m. Se compone de tres alineaciones, de las que la central es la que conserva la fábrica original romana, ocho vanos en total, con arquillos de aligeramiento. Los seis vanos restantes, incluyendo los dos más grandes, son modernos, correspondiendo a diversas reparaciones.
Entre la parte original y los añadidos modernos, existe un estribo que, según referencia de Madoz, sostuvo antiguamente un castillo con puerta de hierro. 
Su estado de conservación, en parte debido a su uso actual, es inadecuado.

## Historia
Se desconoce la fecha exacta de su construcción, pero pudo haberse realizado o reformado en tiempos del emperador Septimio Severo, del siglo III d. C., conforme a la inscripción aparecida en una lápida rota del puente, encontrada durante unas obras en el siglo XIX, para permitir que la calzada entre Córdoba y Cástulo, que formaba parte de la Via Augusta, pudiera atravesar el río Betis. Desde entonces ha sido una vía esencial de comunicación del valle del Guadalquivir, y en tiempos recientes llegó a soportar el tráfico de la N-IV.
Originalmente contaba con 17 vanos, aunque dos de ellos fueron suprimidos en las reformas del siglo XVIII, sustituyéndose además otros cuatro, quedando sólo 11 de fábrica original romana. Entre 1823 y 1827, se hicieron nuevas obras que redujeron un vano más y sustituyeron otras seis bóvedas, dejando así su imagen actual.